# Lente de contacto biônica

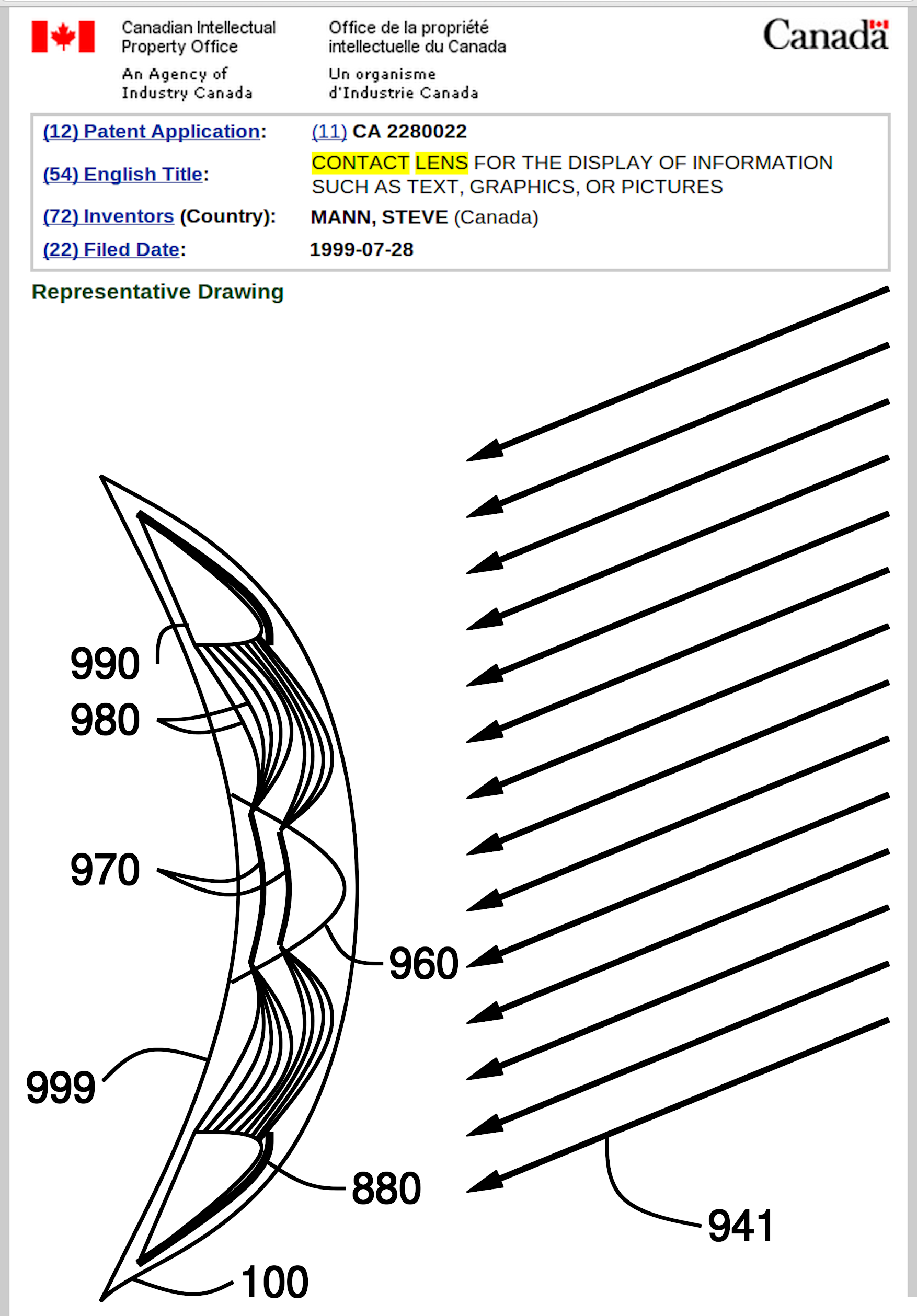
Este é um desenho que fiz da minha invenção de visor de lentes de contato que registrei como parte do pedido de patente canadense 2280022.

A lente de contacto biônica (português europeu) ou lente de contato biônica (português brasileiro) é uma lente de contacto que utiliza materiais eletrônicos em sua composição.